# جان بلومفیلد (استاد)
جان بلومفیلد (انگلیسی: John Bloomfield؛ زادهٔ ۱۲ دسامبر ۱۹۳۲) دانشمند در زمینه فیزیولوژی ورزشی اهل استرالیا است.
وی همچنین برندهٔ جوایزی همچون برنامه فولبرایت شده‌است.